# Ana María Gandarillas
Ana María Gandarillas Zubieta (Cochabamba, 16 febbraio 1955) è un'ex cestista ed ex pallavolista boliviana.

## Carriera
Con la Bolivia ha disputato i Campionati mondiali del 1979.